# Роза-Коркинская (станция)
Ро́за-Коркинская — станция Южно-Уральской железной дороги в пгт. Роза Коркинского района Челябинской области. Некогда была пунктом отправления пригородного поезда Роза — Челябинск. Ныне используется исключительно как грузовая. Станция не электрифицирована, обслуживается тепловозами ТЭМ2 со станции Коркино.